# ベトナムにおけるLGBTの権利
ベトナムにおけるLGBTの権利（ベトナムにおけるLGBTのけんり）では、ベトナムのLGBTに対する権利状態について説明する。
ベトナムのレズビアン、ゲイ、バイセクシャル、トランスジェンダー市民には、非LGBT市民にはない法的課題が存在している。男性間および女性間の性的行為は合法とされているが、同性カップルや、同性カップルを長とする家族に対しては異性間のカップルが享受できる法的保護を得ることができない。ただ、2010年代以降状況には一定の改善がみられている。

## 刑法
同性愛は、私的な成人間の同意に基づく非商業的なものに限り犯罪とされていない。大部分の歴史研究家の見解では、ベトナム刑法において同性愛を犯罪と扱ったことはないとされている。

## 市民権
2000年に刊行された犯罪ジャーナリスト Bui Anh Tan の著書『A World Without Women』 (Một Thế Giới Không Có Đàn Bà) が　ベトナムにおいてゲイの人々を扱った最初のフィクションとされる。2007年にテレビ番組化された。
2001年に国内で行われた調査では、82%のベトナム市民が同性愛を受け入れられないと答えている。この結果にはベトナムの家族や伝統に根付いている儒教の影響があると分析されている。2002年に国営メディアでは同性愛を売春や賭博、違法薬物などと並ぶ「社会悪」であるとの認識を表明し、同性愛の規制や同性愛カップルの逮捕を行える法整備を確約した  。 The Gioi Phu Nu や Tiep Thi Va Gia Dinh といった出版メディアは同性愛を疾患であり「モラルやベトナム古来からの風習と相容れない逸脱」と見解を表明している。
上記政府メディアの見解の出た同年に社会主義の青年向け新聞では同性愛について、「左利きで生まれる人が居るように、ゲイとして生まれる人もいる」との見解を出した。
2007年にホーチミン市師範大学が中高生300人を対象に行った調査では「同性愛は悪であるか？」との問いに80%が「いいえ」と回答した。
物議を醸すことで知られる映画監督の Le Hoang は同性愛について精神的疾患だと述べつつ「モラルや才能、品位といったものの質は、セクシュアリティとは関連がない」と述べた。
2009年にはトランスジェンダーの女性 Pham Le Quynh Tram がベトナム政府によって法的に女性と認められた 。この時は法的な性別の書き換えとともに、改名も認められた  。
2010年9月に、ベトナムの日刊紙「Tuoi Tre」のオンライン版に、ゲイだと知られた後に家族から辛い仕打ちを受けたとする18歳の青年読者からの寄稿が記事として掲載された。記事には多くの反響が寄せられ、後日ホーチミン市師範大学の心理学部長 Dr Huynh Van Son のインタビューが掲載されることとなり、「同性愛は疾患でない」という見解が主要メディアで初めて広められた
同年22月29日に、ハノイにて外国人（日本人とアイルランド人）による初めての同性結婚式が行われた。この出来事はベトナムのゲイ・レズビアンコミュニティに大きな注目を集める事となった。
2012年8月5日に、ベトナムで最初のゲイ・パレードがハノイで行われた。
2015年には民法の改正が行われ、トランスジェンダーの改名及び法的な性別の変更が「違法ではない」と宣言された。ただし具体的な制度化はなされていない。
2022年8月3日、ベトナム保健省はベトナムの保健政策におけるLGBTの扱いに関する指令を発出し、その中で性的指向と性自認を精神疾患から除外するとした。

## 同性結婚
結婚は異性間2名によるものと明示されている。同性結婚やシビル・ユニオン、ドメスティックパートナーは法律で認められていない。2000年に婚姻法が改正され、それまで禁止されていた同棲を規制する法律は廃止された。
2012年5月に、ベトナム南部ハティエンのゲイカップルが自宅にて伝統的なパブリック・ウェディングを行ったところ、地元当局によって中止させられる出来事があった。この出来事は国内メディアで広く取り上げられ、広く議論を呼ぶきっかけとなった。一ヶ月後に司法大臣が同性結婚の法制化を検討する委員会の設置を表明し、「個人の自由を保護するために、同性結婚は認められるべき」との談話を発表した。議案は2013年春の議会にて提出された。この議案が成立した場合、ベトナムはアジアにおいて最初に同性結婚が法制化された国となる見通しであった。しかしながら、国会の社会福祉委員会は2014年、この議案から法律上の身分関係や法的権利に関する条項を削除した。結果として、2015年1月1日の法改正では、「同性同士で結婚式を挙げることは禁止されないが、政府による権利保障はない」という状態に留まっている。

## AIDS/HIV
AIDS-HIVの感染拡大により、政府がMSMに関する問題に取り組むべきだとする機運が高まっている。政府は2006年にHIV-AIDSに感染した市民を差別から保護する法律を制定し、感染者に対する医療ケアの費用を国が負担する仕組みが成立した。